# アブダラ・アハメド
アブダラ・アハメド（アラビア語: عبد الله أحمد, 1983年10月10日 - ）は、エジプトの男子バレーボール選手。
カイロ出身。ポジションはセッター。エジプト代表。

## 来歴
幼少の頃にアル・アハリでサッカーを始め、その後バレーボールに転向する。15歳まではウイングスパイカーとして活躍し、その2年後、ユース代表として2001年U-19世界選手権に出場、ジュニア代表として2003年U-21世界選手権に出場した。
エジプト代表のセッターに選出され、2005年ワールドグランドチャンピオンズカップでベストサーバー賞を受賞。翌2006年にイタリア・セリエAの強豪トレヴィーゾへ移籍し、リーグ優勝とコッパ・イタリア優勝を経験した。2006年世界選手権、2007年ワールドカップ、2008年北京オリンピックに出場し、セリエA・モンティキアーリからカタールのアル・アラビ・ドーハへ移籍。開催国枠で2009年世界クラブ選手権に出場した。同年アフリカ選手権で優勝に貢献するとともにベストセッター賞を受賞し、2009年ワールドグランドチャンピオンズカップに出場した。

## 球歴
- オリンピック - 2008年（11位）
- 世界選手権 - 2006年（21位）
- ワールドカップ - 2007年（10位）
- ワールドリーグ - 2007年、2008年（13位）
- ワールドグランドチャンピオンズカップ - 2005年（5位）、2009年（6位）
- アフリカ選手権 - 2007年、2009年（優勝）

## 所属クラブ
- アル・アハリSC （2005-2006年）
- シスレー・トレヴィーゾ （2006-2007年）
- ガベカ・モンティキアーリ （2007-2008年）
- アル・アラビ・ドーハ （2008-不明）
- ガラタサライSK（2013-2014年）
- Baouchrieh（2014-2015年）
- エル・ガイシュSC（2016-2017年）
- アル・アハリSC（2017-）